# فرانک مراکش
فرانک مراکش (به عربی: فرنك) یکای پول مراکش فرانسه از سال ۱۹۲۱ تا ۱۹۷۴ بود. این یکای پول در سال ۱۹۵۷ به پول رایج تمام مراکش تبدیل شد و تا سال ۱۹۷۴ در گردش بود. فرانک مراکش به ۱۰۰ سانتیم تقسیم می‌شد.

## نگارخانه

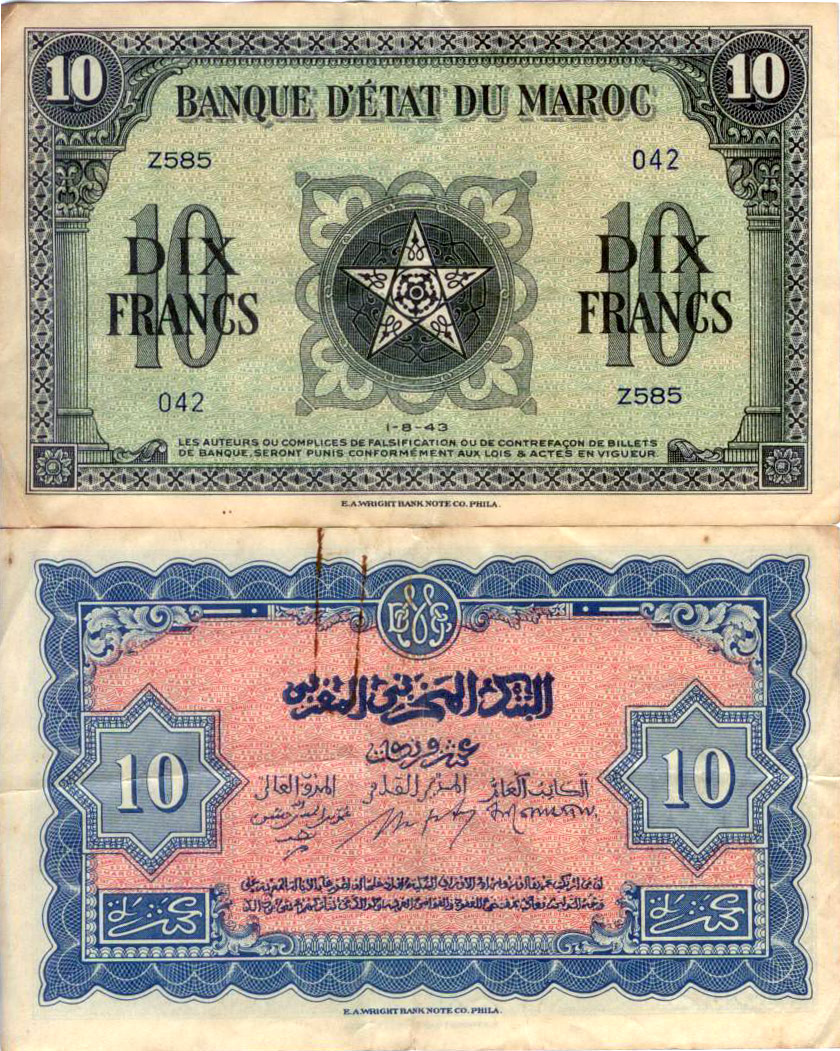
اسکناس ۱۰ فرانک مراکش ۱۹۴۳
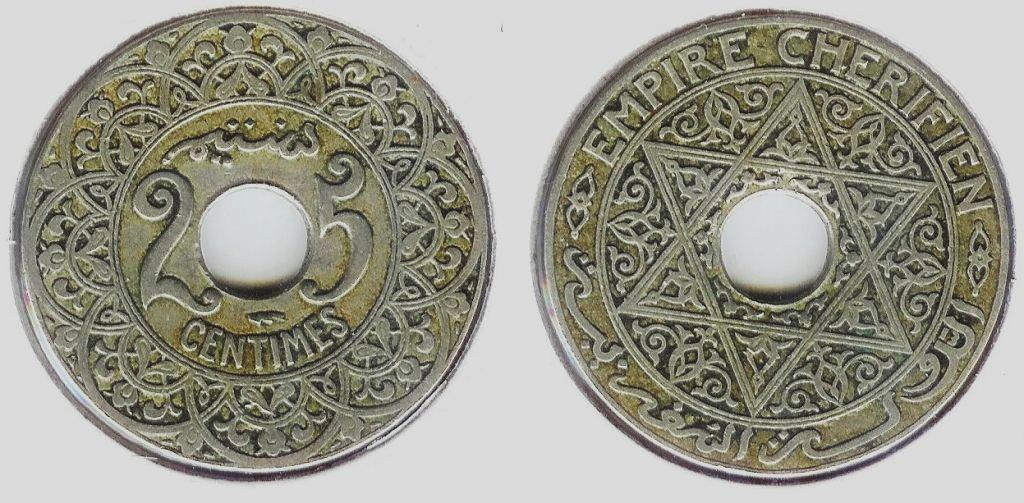
سکه ۲۵ سانتیم مراکش ۱۹۲۴